# 二階堂行朝
二階堂 行朝（にかいどう ゆきとも）は、鎌倉時代後期から南北朝時代にかけての武士。

## 略歴
二階堂貞綱の子として誕生。当初は北条高時に仕えたが、嘉暦元年（1326年）出家し、行珍と称した。建武2年（1335年）、延元3年/暦応元年（1338年）、正平7年/文和元年（1352年）の3度にわたって政所執事に補任された。
また建武3年/延元元年（1336年）には安堵奉行、安堵方の頭人、延元3年/暦応元年（1338年）には引付衆・引付奉行人、引付方の頭人を務め、興国5年/康永3年（1344年）には引付方一番の寄人に任ぜられ、他に評定衆、内談衆も務めるなど広く吏僚として活躍。観応の擾乱では初め足利直義方についたが、のちに足利尊氏方に降った。
正平8年/文和2年（1353年）、尊氏の相伴として上洛した際の落馬がもとで死去した。洞院公賢は日記『園太暦』で「近頃の武士の中ではよく物をわきまえており、元弘のころから公家とも古なじみであった。変死してしまうとは残念なことだ」とその変死を悼んでいる。
一説に上洛し湯治の為に上方の二階堂行朝の義従兄弟の佐々木道誉邸宅に隠居したとされる。道誉の正室は二階堂行綱の孫二階堂時綱の娘である。

### 史料
- 『太平記』
- 『寛政重修諸家譜』
- 『鎌倉年代記』 裏書